# أحمد المحمدي
أحمد المحمدي (مواليد قرية شبراطو، بسيون، محافظة الغربية) هو لاعب كرة قدم مصري يلعب حاليا ضمن صفوف نادي أستون فيلا الإنجليزي. يجيد اللعب في مركزي المدافع الأيمن والجناح الأيمن. على الصعيد الدولي، نجح المحمدي في الفوز بلقب كأس أمم إفريقيا مرتين مع منتخب بلاده وكان ذلك في غانا 2008 وأنغولا 2010.

## مسيرته مع الأندية

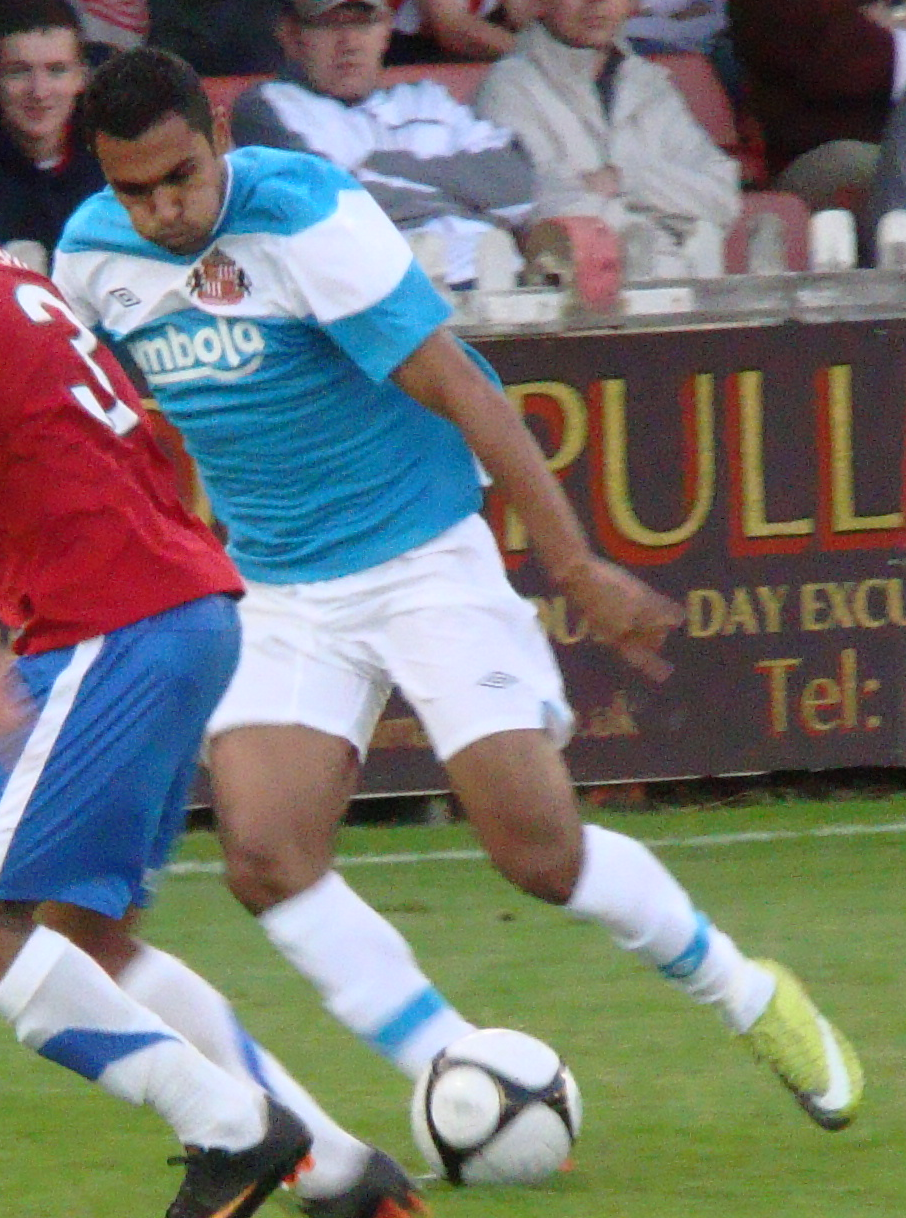
أحمد المحمدي مع نادي سندلاند الإنجليزي

### إنبي
ظهر المحمدي مع نادي غزل المحلة في سن مبكر حيث شارك مع الفريق الأول وهو لم يتعد سن السابعة عشر من عمره. على الرغم من انه بدأ مسيرته الكروية باللعب في مركز رأس الحربة، ألا إن مركز الجناح الأيمن هو المركز الذي شهد تفوقه. تألق المحمدي تألقاً لافتاً مع غزل المحلة في موسم 2005-2006 محرزا هدفان في بطولة الدوري المصري الممتاز. ونتيجة لذلك التألق، أعلن نادي إنبي في مايو 2006 التوصل لاتفاق مع نادي غزل المحلة يضم بمقتضاه المحمدي برفقة زميله رضا متولي مقابل 2,5 مليون جنيه.
بزغ نجم المحمدي بشدة مع ناديه إنبي ومنتخب مصر مما لفت أنظار أكثر من نادي أوروبي. ولكن ناديه كان دائم التمسك به ورفض بيعه. نادي هرتا برلين الألماني كان أحد تلك الاندية التي قدمت عرضا لضمه في صيف 2008، لكن رفض نادي إنبي العرض بداعي ضعف المقابل المادي. عرض نادي بلاكبيرن روفرز الإنجليزي يعد عرض أوروبي آخر لم يكُتب له النجاح. فقد خاض المحمدي اختبارات بالنادي الإنجليزي تحت إشراف المدير الفني بول إنس في نوفمبر 2008 تمهيدا لضمه في نافذة الانتقالات الشتوية في يناير 2009. لكن سام ألارديس المدير الفني الجديد لبلأكبرن روفرز رأى أن المحمدي لن يندمج سريعا مع الفريق الذي كان يصارع على البقاء في الدوري الإنجليزي الممتاز وقتها وبذلك لم تتم الصفقة.

### سندرلاند
كان المحمدي على وشك الانضمام لأحد الفرق الأوروبية مجددا وكان ذلك عن طريق نادي سندرلاند الإنجليزي هذه المرة. أكد ستيف بروس المدير الفني للفريق الإنجليزي اقتراب ناديه من التعاقد مع المحمدي على سبيل الإعارة في 28 أغسطس 2009 بعد أن أشاد به قائلا «أن المحمدي يملك كل مقومات النجاح في الدوري الإنجليزي» ووصفه بأنه «سيكون إضافة للفريق». لكن تمسك مجلس إدارة نادي إنبي بالمحمدي فرفض العرض بداعي أنه لا يرتقى لمستوي اللاعب وإمكانياته الفنية. عاود نادي سندرلاند محاولاته لضم اللاعب في يناير 2010 بعد تألقه مع منتخب بلاده في بطولة كأس الأمم الأفريقية 2010 لكن بدون جدوى أيضا. صرح نادر شوقي -وكيل اللاعب- إن نادي إنبي رفض عرضا من سندرلاند الإنجليزي لضم اللاعب مقابل مليوني جنيه استرليني ولكن في المقابل نفى النادي المصري وصول عرض رسمي من النادي الإنجليزي من الأساس. في المحاولة الثالثة، نجح نادي سندرلاند أخيرا في الحصول على موافقة نادي أنبي في الحصول على خدمات المحمدي. أعلن الموقع الرسمي للنادي الإنجليزي في 2 يوليو 2010 بانضمام اللاعب لمدة موسم على سبيل الإعارة مقابل نصف مليون جنيه استرلينيي لصالح النادي المصري. وحصل المحمدي على القميص رقم 27.
نال المحمدي أشادة مدربه مبكرا وكان ذلك في فترة الأعداد للموسم الجديد تحديدا. حيث صرح المدير الفني للفريق سيف بروس قائلا «إنه يجيد المرتدات وسريع وخفيف ويحب إرسال التمريرات... إنه مصمم على الإجادة وأنا متأكد من أنه سيفعل ذلك» وأتم حديثه قائلا «أحمد معنا الآن وأرى أن مشجعي ساندرلاند سيستمتعون بمشاهدته». لم يضيع المحمدي أي من الوقت، فشارك أساسيا مع فريقه الجديد في أول مباراة رسمية في أفتتاح الموسم الجديد وكانت أمام نادي برمنغهام سيتي يوم 14 أغسطس 2010 وهي المباراة التي أنتهت بالتعادل 2-2. أجاد المحمدي في المبارة وخصوصا في الشوط الثاني الذي شهد تغير مركزه من الجناح الأيمن لمركز الجناح الأيسر بسبب النقص العددي إثر طرد لاعب الوسط وكابتن الفريق لي كاترمول في الدقيقة 48. خرج المحمدي مستبدلا في الدقيقة الأخيرة ونزل مكانه مارتن واجهورن.

## مسيرته مع المنتخب
ساهم المحمدي في فوز منتخب مصر بلقب كأس أمم إفريقيا مرتين وكان ذلك في غانا 2008 وأنغولا 2010. كما شارك ضمن صفوف المنتخب المصري المشارك ببطولة كأس القارات 2009 وكان له دور فعال مع المنتخب.

## إحصائيات مهنية
آخر تحديث المباراة التي لعبها 28 أغسطس 2018.
| النادى        | موسم                   | الدورى                   | الدورى  | الدورى  | كأس الإتحاد | كأس الإتحاد | كأس رابطة الأندية | كأس رابطة الأندية | الاتحاد الأوروبي | الاتحاد الأوروبي | أخرى    | أخرى    | الإجمالى | الإجمالى |
| النادى        | موسم                   | قطاع                     | مشاركات | الأهداف | مشاركات     | الأهداف     | مشاركات           | الأهداف           | مشاركات          | الأهداف          | مشاركات | الأهداف | مشاركات  | الأهداف  |
| ------------- | ---------------------- | ------------------------ | ------- | ------- | ----------- | ----------- | ----------------- | ----------------- | ---------------- | ---------------- | ------- | ------- | -------- | -------- |
| غزل المحلة    | 2004–05                | الدوري المصري الممتاز    | 14      | 4       | —           | —           | —                 | —                 | —                | —                | —       | —       | 14       | 4        |
| غزل المحلة    | 2005–06                | الدوري المصري الممتاز    | 3       | 0       | —           | —           | —                 | —                 | —                | —                | —       | —       | 3        | 0        |
| غزل المحلة    | الإجمالى               | الإجمالى                 | 17      | 4       | —           | —           | —                 | —                 | —                | —                | —       | —       | 17       | 4        |
| إنبى          | 2006–07                | الدوري المصري الممتاز    | 12      | 2       | —           | —           | —                 | —                 | —                | —                | —       | —       | 12       | 2        |
| إنبى          | 2007–08                | الدوري المصري الممتاز    | 6       | 1       | —           | —           | —                 | —                 | —                | —                | —       | —       | 6        | 1        |
| إنبى          | 2008–09                | الدوري المصري الممتاز    | 28      | 6       | —           | —           | —                 | —                 | —                | —                | —       | —       | 28       | 6        |
| إنبى          | 2009–10                | الدوري المصري الممتاز    | 26      | 3       | —           | —           | —                 | —                 | —                | —                | —       | —       | 26       | 3        |
| إنبى          | الأجمالى               | الأجمالى                 | 72      | 12      | —           | —           | —                 | —                 | —                | —                | —       | —       | 72       | 12       |
| سندر لاند     | 2010–11                | الدوري الإنجليزي الممتاز | 36      | 0       | 1           | 0           | 1                 | 0                 | —                | —                | —       | —       | 38       | 0        |
| سندر لاند     | 2011–12                | الدوري الإنجليزي الممتاز | 18      | 1       | 2           | 0           | 1                 | 0                 | —                | —                | —       | —       | 21       | 1        |
| سندر لاند     | 2012–13                | الدوري الإنجليزي الممتاز | 2       | 0       | 0           | 0           | 0                 | 0                 | —                | —                | —       | —       | 2        | 0        |
| سندر لاند     | الإجمالى               | الإجمالى                 | 56      | 1       | 3           | 0           | 2                 | 0                 | —                | —                | —       | —       | 61       | 1        |
| هال سيتى      | 2012–13 (إعارة)        | بطولة                    | 41      | 3       | 0           | 0           | 0                 | 0                 | —                | —                | —       | —       | 41       | 3        |
| هال سيتى      | 2013–14                | الدوري الإنجليزي الممتاز | 38      | 2       | 6           | 0           | 1                 | 0                 | —                | —                | —       | —       | 45       | 2        |
| هال سيتى      | موسم هال سيتي 2014–15 ‏ | الدوري الإنجليزي الممتاز | 38      | 2       | 1           | 0           | 0                 | 0                 | 4                | 1                | —       | —       | 43       | 3        |
| هال سيتى      | موسم هال سيتي 2015–16 ‏ | الدوري الإنجليزي الممتاز | 41      | 3       | 3           | 0           | 4                 | 0                 | –                | –                | 3       | 0       | 50       | 3        |
| هال سيتى      | موسم هال سيتي 2016–17 ‏ | الدوري الإنجليزي الممتاز | 33      | 0       | 0           | 0           | 4                 | 0                 | —                | —                | —       | —       | 37       | 0        |
| هال سيتى      | الإجمالى               | الإجمالى                 | 191     | 10      | 10          | 0           | 9                 | 0                 | 4                | 1                | 3       | 0       | 217      | 11       |
| أستون فيلا    | 2017–18                | بطولة                    | 43      | 0       | 0           | 0           | 0                 | 0                 | —                | —                | 2       | 0       | 45       | 0        |
| أستون فيلا    | 2018–19                | بطولة                    | 5       | 2       | 0           | 0           | 1                 | 0                 | —                | —                | 0       | 0       | 6        | 2        |
| المجموع الكلى | المجموع الكلى          | المجموع الكلى            | 384     | 29      | 13          | 0           | 12                | 0                 | 4                | 1                | 5       | 0       | 419      | 30       |

### الاحصائيات الدولية
الإحصائيات دقيقة كما في المباراة التي أجريت في 15 يونيو 2018.
| مصر      | مصر       | مصر     |
| عام      | المشاركات | الاهداف |
| -------- | --------- | ------- |
| 2007     | 5         | 0       |
| 2008     | 14        | 0       |
| 2009     | 12        | 0       |
| 2010     | 12        | 1       |
| 2011     | 3         | 0       |
| 2012     | 13        | 1       |
| 2013     | 6         | 0       |
| 2014     | 5         | 0       |
| 2015     | 1         | 0       |
| 2016     | 1         | 0       |
| 2017     | 8         | 0       |
| 2018     | 5         | 0       |
| الاجمالى | 85        | 2       |

### الأهداف الدولية
Scores and results list Egypt's goal tally first.
| No. | التاريخ        | المكان                                | المشاركات | الإهداف | النتيجة | المنافسة                        |
| --- | -------------- | ------------------------------------- | --------- | ------- | ------- | ------------------------------- |
| 1.  | 20 يناير 2010  | ملعب أومباكا الدولي، بنغيلا، أنجولا   | بنين      | 1–0     | 2–0     | كأس الأمم الأفريقية 2010        |
| 2.  | 20 مايو 2012   | ملعب المريخ السوداني، أم درمان، سودان | الكاميرون | 1–0     | 2–1     | مباراة ودية                     |
| 3.  | 12 أكتوبر 2018 | ملعب السلام الدولى، القاهرة، مصر      | إسواتيني  | 1–0     | 4–1     | تصفيات كأس الأمم الأفريقية 2019 |

## الروابط الخارجية
- أحمد المحمدي على موقع الاتحاد الدولي (مؤرشف)  (الإنجليزية)
- أحمد المحمدي على موقع الاتحاد الأوربي (الإنجليزية)
- أحمد المحمدي على موقع قاعدة بيانات كرة القدم.إي يو (الإنجليزية)
- أحمد المحمدي على موقع ليكيب (الفرنسية)
- أحمد المحمدي على موقع ناشيونال فوتبول تيمز (الإنجليزية)
- أحمد المحمدي على موقع Soccerbase.com (لاعب) (الإنجليزية)
- أحمد المحمدي على موقع Soccerway.com (الإنجليزية)
- أحمد المحمدي على موقع عالم كرة القدم.نت (الإنجليزية)
- أحمد المحمدي على موقع AS.com (الإسبانية)